# Вжесінський повіт
Вжесінський повіт (пол. powiat wrzesiński) — один з 31 земських повітів Великопольського воєводства Польщі.
Утворений 1 січня 1999 року в результаті адміністративної реформи.

## Загальні дані
Повіт знаходиться у центральній частині воєводства.
Адміністративний центр — місто Вжесьня.
Станом на 1.01.2008 населення становить 74 223 осіб, площа 703,57 км².

## Демографія
Демографічні дані повіту станом на 30.06.2005:
|       | Всього | Всього | Жінки  | Жінки | Чоловіки | Чоловіки |
| ----- | ------ | ------ | ------ | ----- | -------- | -------- |
|       | осіб   | %      | осіб   | %     | осіб     | %        |
| Повіт | 73 658 | 100    | 37 633 | 51,1  | 36 025   | 48,9     |
| Міста | 38 554 | 100    | 19 973 | 51,8  | 18 581   | 48,2     |
| Села  | 35 104 | 100    | 17 660 | 50,3  | 17 444   | 49,7     |